# Batman/The Spirit
Batman/The Spirit est un comics américain écrit par Jeph Loeb, dessiné par Darwyn Cooke, encré par J. Bone et colorisé par Dave Stewart. Il a été publié en 2007 par DC Comics sous la forme d'un comic book one shot crossover entre les univers fictionnels de Batman et du Spirit.

## Synopsis
Batman/The Spirit met en scène l'association des deux héros pour lutter contre celle de leurs super-méchants respectifs.

## Récompenses
Elle a obtenu un très bon accueil critique, recevant notamment le prix Eisner du meilleur one-shot en 2007.
Dave Stewart gagna le Prix Eisner pour la Meilleure Colorisation pour son travail sur Batman/The Spirit, en 2007.
Darwyn Cooke gagne en 2007, le Prix Joe Shuster du Meilleur Artiste pour son travail sur Batman/The Spirit.

## Éditions françaises
2008 : Spirit : Tome 1 - Résurrection, Panini Comics, Collection 100% DC  (ISBN 978-2-8094-0271-1)